# 알렉산드르 레베디

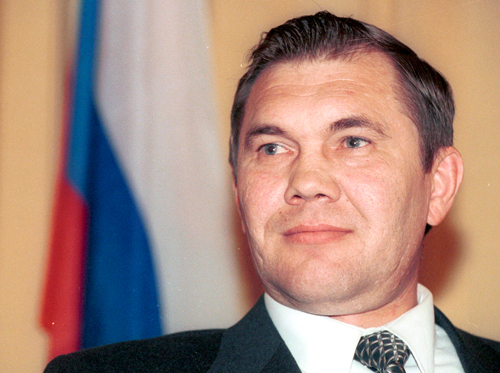
알렉산드르 레베디

알렉산드르 이바노비치 레베디(러시아어: Алекса́ндр Ива́нович Ле́бедь [ˈlʲebʲɪtʲ], 1950년 4월 20일 ~ 2002년 4월 28일)는 러시아의 군인 출신 정치인이다.
소비에트 연방 로스토프주 노보체르카스크에서 태어났다. 1969년 소련군에 입대하였고, 아프가니스탄 전쟁 때 전공을 세워 승진했다.
1980년대 후반, 아제르바이잔·조지아 내전 진압에 공을 세웠고, 중장으로 승진했다. 1995년 퇴역 후 정계에 진출, 국회의원으로 선출되었다. 1996년 대통령 선거에서 보리스 옐친 대통령과 공산당의 겐나디 주가노프에 이어 14.5%의 득표율을 기록, 돌풍을 일으켰다.
1차 투표 직후, 그는 국가 안전보장위원회 총서기 자리를 제의받고 보리스 옐친 대통령 지지를 선언하였다. 1996년 6월부터 안전보장위원회 총서기로 재직하며, 제1차 체첸 전쟁의 정전을 이끌어내기도 하였지만, 정부 각료와의 불화로 임명된 지 수개월 만에 해임되었다. 1998년 5월, 크라스노야르스크 지방 지사로 선출되었다.
이후 사망할 때까지 크라스노야르스크 지방 지사로 재직하다가 2002년 4월 28일, 지방 남부 지역을 헬리콥터로 시찰하던 중 사고를 당해 52세로 사망하였다.

## 역대 선거 결과
| 선거명      | 직책명          | 대수 | 정당               | 득표율 | 득표수       | 결과 | 당락 |
| ----------- | --------------- | ---- | ------------------ | ------ | ------------ | ---- | ---- |
| 1996년 선거 | 러시아의 대통령 | 1대  | 러시아인공동체회의 | 14.52% | 10,974,736표 | 3위  | 낙선 |